# Johann Joseph Prugger
Johann Joseph Bartholomäus Prugger (* 24. August 1717 in Landsberg am Lech; † 14. Dezember 1788 in Ingolstadt) war ein deutscher Rechtswissenschaftler und Hochschullehrer.

## Leben
Prugger war Sohn eines Stadtphysikus in Landsberg und Hofgerichtsadvokaten in München. Er besuchte das Jesuitenkolleg Landsberg, bevor er über zwei Jahre das Studium der Philosophie am Lyzeum in München absolvierte. 1736 ging er zum Studium der Rechtswissenschaft an die Universität Ingolstadt. Er wurde Rechtspraktikant, trat aber 1741 freiwillig als Soldat in den Österreichischen Erbfolgekrieg ein. Nach dem Frieden von Füssen im Frühjahr 1745 kehrte er wieder in seinen Beruf zurück.
Prugger wurde 1745 Verwalter für die Reichsgrafen Fugger auf deren Schloss Zinneberg. 1748 wurde er von den Jesuiten als Verwalter in Neuburg an der Donau eingesetzt. Dort wurde er zugleich Vorsitzender des Zivilgerichtes. Als 1753 Johann Georg Weishaupt überraschend starb, wurde Prugger im Oktober 1753 zum Professor der Institutionen und des Strafrechts an die Universität in Ingolstadt berufen und am 7. November zum Doktor der Rechte promoviert. Zeitweise übernahm er auch die Professuren für das bayerische Landesrecht und der Pandekten. Er war außerdem 1757, 1764 und 1774 Rektor der Universität sowie 1754, 1757, 1760, 1764, 1769, 1778 und 1782 Dekan der Juristischen Fakultät sowie ab 1765 Leiter des dortigen  Universitätsarchivs. In den Fragen der Universitätsreformen stand er häufig auf der Seite von Johann Adam von Ickstatt.
Prugger stand in Gunst von Kurfürst Maximilian III. Joseph sowie häufig an der Spitze der Abgeordneten der Universität am Münchner Hof und wurde zum kurfürstlichen Hofrat, später auch zum Direktor des kurfürstlichen Ratskollegiums in Ingolstadt ernannt. 1784 ernannte ihn Karl Theodor außerdem zum Vorsitzenden und Regierungskommissär des Universitätsverwaltungsausschusses. Auch war er Direktor des kurfürstlichen Polizei- und Stadtkommissariates in Ingolstadt.

## Werke (Auswahl)
- Dissertatio Inauguralis Juridica Ad Jus, Et Consuetudines Bavariae De Jure Faeminarum Illustrium Singulari , Schleig, Ingolstadt 1762.
- De Privilegiis Statuum Provincialium. Der Drey gefreyten Land-Ständen, Crätz, München und Ingolstadt 1762.